# Abrictosaure
L'abrictosaure (Abrictosaurus, «llangardaix despert») va ser un dinosaure que va existir a principis del Juràssic. Els seus fòssils es van trobar a Sud-àfrica, però es pensa que hi va arribar des d'altres parts de Pangea, més concretament de Sud-amèrica. Feia 130 centímetres de llarg i 35 d'alçada. Era un dinosaure herbívor.
Aquest dinosaure es coneix per les restes fòssils de només dos individus, trobats a la formació Upper Elliot del districte de Nek de Qacha a Lesotho i la província del Cap a Sud-àfrica. Es creu que l'Elliot superior data de les etapes Hettangian i Sinemurià del període Juràssic primerenc, fa aproximadament 200 a 190 milions d'anys. Es creu que aquesta formació preserva les dunes de sorra i les planes inundables estacionals, en un entorn semiàrid amb pluges esporàdiques. Altres dinosaures que es troben en aquesta formació inclouen el teròpode Megapnosaurus, el sauropodomorf Massospondylus, així com altres heterodontosàurids com Heterodontosaurus i Lycorhinus. També són abundants restes de cocodilomorfs terrestres, cinodonts i mamífers primerencs.

## Descripció
Els heterodontosàurids com l'Abrictosaurus eren petits ornitisquis primerencs, anomenats per la seva dentició marcadament heterodont. Són més coneguts pels ullals grans i semblants a canins (sovint anomenats caniniformes) tant a la mandíbula superior com a la inferior. No hi havia dents a la part davantera de les mandíbules, on s'utilitzava un bec dur per tallar la vegetació. Hi havia tres dents premaxil·lars, amb les dues primeres petites i còniques i la tercera engrandida per formar el caniniforme superior, homòleg del caniniforme inferior encara més gran, que va ser la primera dent dentària. A la mandíbula superior, un gran buit (o diastema) acomodava la dent caniniforme inferior i separava les dents premaxil·lars de les dents mastegadores més amples del maxil·lar. Dents similars recobrien la resta de la mandíbula inferior.